# Estat de Guanajuato
Guanajuato és un estat de l'Altiplà Mexicà. La capital n'és la ciutat homònima de Guanajuato. Es pensa que el nom prové d'una paraula tarasca, Quanax-juato, que vol dir, "lloc de granotes", ja que els indígenes tarascos creien que les granotes representaven al déu de la saviesa.
L'estat és al centre de Mèxic. Limita al nord amb l'estat de San Luis Potosí, al sud-est amb l'estat de Querétaro i al sud-oest i oest amb Michoacán i Jalisco. Guanajuato conté nombrosos jaciments de plata, i és un dels estats més rics en producció d'aquest metall de tot el món (històricament va ser la principal regió del món). De fet Mèxic és el principal productor de plata del món. No obstant això, a l'estat també es produeixen coure, mercuri, plom i alumini. Guanajuato també és el principal productor de calçat del país (i un dels principals d'Amèrica). La indústria de l'automòbil també és important, ja que a Silao es troba la fàbrica de General Motors.
Les ciutats principals de l'estat són Guanajuato, León, Celaya i Silao. El poble de Dolores Hidalgo, on va fer el famós grito de Dolores el mossèn Miguel Hidalgo, es troba a l'estat també, i per això, rep el nom de "Bressol de la nació mexicana"